# Anti Piracy Screen
Anti Piracy Screen（アンチ・パイラシー・スクリーンまたはアンチ・パイレシー・スクリーン）とは、コピーガードの一種。違法ゲームソフト（いわゆる海賊版）をプレイした場合に本体が感知してゲームで遊べなくするために著作権違反の警告などを流すというものを指す。
2020年以降、海外を中心に架空のエラー画面を作成し、YouTubeに投稿するのが流行した。ホラー要素が高いものは創作による偽物が殆どである。
実際のAnti Piracy Screenは「ビデオゲームのコピーは法律で禁じられています。詳しくは取扱説明書を参照してください」のように表示されているものがある 。しかしほとんどの据え置き型、携帯型ゲーム機にはデジタル著作権管理機能（DRM）が搭載されており、一部のゲームによってはインターネットに接続するオンラインプレイ要素などが搭載されているため、実際に表示されるものは少ない。

## Anti Piracy Screenの種類
Anti Piracy Screenには以下の種類がある。
- ゲームをフリーズさせる
- ゲームを強制終了させる
- 突然怖い画像を表示させる
- ユーザーに不利なゲーム構成
- ゲームの難易度を極端に上げ、実質的にゲームクリアが不可能になる
- 同じ部分が繰り返される無限ループが発生し、ゲームクリアが不可能になる

ただし、2020年以降に投稿されているAnti Piracy Screenのほとんどは創作で、ホラー要素のないAnti Piracy Screenも増えている。最近ではYouTubeなどにも投稿されているが、そのようなAnti Piracy Screenはほとんどが創作である。
スーパードンキーコングなどは本物のAnti Piracy Screenが搭載されている。